# Алкіной
Алкіно́й (грец. Αλκίνοος) — син Навсітоя, царя багатих мореплавців феаків на острові Схерія. Від дружини Арети мав п'ятьох синів і дочку Навсікаю. Подав допомогу Ясонові й Медеї, гостинно прийняв аргонавтів. Привітно зустрів Одіссея, коли він, повертаючись від німфи Каліпсо, був викинутий на берег моря. Гомер розповідає про пишні хороми А. з мідними стінами й золотими брамами, що їх охороняли золоті собаки. А. розумівся на будівництві кораблів. На острові Керкіра існував культ Алкіноя.
Ці події відображаються в щорічному фестивалі Варкарола, що відбувається в Палеокастріці.